# Robinson (TV-serie)
Robinson, tidigare Expedition Robinson, är en svensk dokusåpa som har sänts i omgångar åren 1997–2004 i SVT, 2004–2005 i TV3, 2009–2012 samt sedan 2018 i TV4 förutom år 2015 då det sändes i Sjuan. Programmet är en tävling som går ut på att leva på en öde ö och utföra tävlingar för att vinna priser och undvika utröstning i öråd. Först delas deltagarna in i två lag, sedan slås de ihop till ett. Den slutliga vinnaren får den så kallade Robinson-statyetten och en summa pengar. Programmet vann Kristallen 2018 och 2020 som årets dokusåpa och Kristallen 2023 som årets tävlingsreality.
Namnet på dokusåpan härstammar från den klassiska romanen Robinson Crusoe som handlar om en person som bodde i flera år på en öde ö.

## Format
Programformatet skapades av britten Charlie Parsons men efter att ingen TV-kanal eller produktionsbolag i Storbritannien eller USA trodde på idén pitchade Parsons idén för det svenska produktionsbolaget Strix Television som valde som första bolag i världen att producera programmet. Expedition Robinson blev snabbt uppskattat och är ett av Sveriges mest populära TV-program genom tiderna, och flera länder har därefter följt efter och gjort egna säsonger däribland i Ungern, Turkiet, Belgien, Danmark, Estland, Finland, Frankrike, Grekland, Israel, Italien, Lettland, Litauen, Nederländerna, Norge, Polen, Ryssland, Tyskland, Rumänien, Australien, USA och Storbritannien. Jämte Big Brother är Expedition Robinson-konceptet världens mest spridda dokusåpa.

### Upplägg

#### Säsongsinledningen
En Robinsonsäsong inleds med att ett antal deltagare, vanligtvis mellan 15 och 25 personer, förs till en eller flera öde öar vid en befintlig plats någonstans i världen där de delas upp i olika lag, oftast kallade Nord och Syd (men andra lagnamn har förekommit). Lagen bor i skilda läger med begränsad tillgång till mat och verktyg och under den första tiden av tävlingen möts lagen i olika tävlingar där de kan vinna priser och/eller immunitet. Laget som förlorar en så kallad Robinsontävling, får som straff rösta hem en eller flera deltagare i sitt lag. Först tävlar alla i laget individuellt i en immunitetstävling där en person vinner och blir immun. Sedan genomförs utröstningen vid ett så kallat öråd där laget samlas och där laget får ta beslutet i en sluten eller öppen omröstning. Det är vanligt att varje deltagare får skriva ned sitt val på en lapp och den eller de personer som får flest röster blir utröstade. Ibland förekommer det att en eller flera personer i ett lag har immunitet mot utröstning, exempelvis i rollen som lagledare, men annars kan man rösta på vem man vill utom sig själv.

#### Fler än bara två tävlingslag och möjlighet att ta sig tillbaka till tävlingen
Vissa säsonger som har producerats för Sverige har haft upplägg med att det är fler än två tävlingslag, och ibland har det varit förekommande att det görs en så kallad sammanslagning av flera lag för att få fram nya lagkonstellationer. Det har även varit säsonger då så kallade jokrar går in i tävlingen en tid efter att de första deltagarna började tävla.
En del säsonger av Robinson har också haft upplägget att utröstade deltagare ges möjligheten att komma tillbaka till tävlingen igen genom momentet Gränslandet/Andra sidan. Momentet kan även ha andra namn. I dessa samlas de deltagare som röstats ut som sedan får tävla sig tillbaka till den ordinarie tävlingen igen. Det varierar hur många personer som kan ta sig tillbaka in i tävlingen.

#### Sammanslagning till lag Robinson
När antalet deltagare har minskat rejält genomförs en slutgiltig sammanslagning för de lag som är kvar i tävlingen (dock inte om det finns en så kallad Gränslandet/Andra sidan med). Detta lag brukar kallas för lag Robinson och innebär att deltagarna nu tävlar individuellt istället för ett lag. Fortfarande sker pris- och Robinsontävlingar med utröstningar men från och med nu är det individer och inte lag som vinner priserna.

#### Finalen
Efter ytterligare tävlingar och öråd sker ett finalprogram där säsongens vinnare koras. En förekommande finalgren är Plankan som innebär att finaldeltagarna står ute i vattnet på tre plankor och ska hålla balansen. Vid olika tillfällen tas plankor bort tills det bara är en planka kvar. När en deltagare tappar balansen och åker i vattnet är denne utslagen medan den som står kvar längst vinner grenen. Det är även förekommande att öråd med utröstade deltagare används i finalprogrammet, antingen som en direkt avgörande omröstning och/eller för att avgöra vilka som ska tävla i finalens avgörande gren.
Vinnaren får en statyett och en summa pengar.

### Signaturmelodi
Den första signaturmelodin komponerades av Jon Rekdal. Signaturmelodin som användes i TV3 var komponerad av Mikael Anderfjärd och Andreas Nordqvist. En stor del av musiken som användes under själva programmet togs från filmen The Rock (1996). När TV4 började sända Robinson under våren 2009 fick bandet Snowdrop stå för signaturmelodin, medan Dead by April stod för musiken i trailern – under hösten fick Corroded istället stå för trailermusiken.

### Programledare
Per 2025 leds vårsäsongerna av Anders Lundin och höstsäsongerna av Martin Järborg.

## Händelser kring Robinson

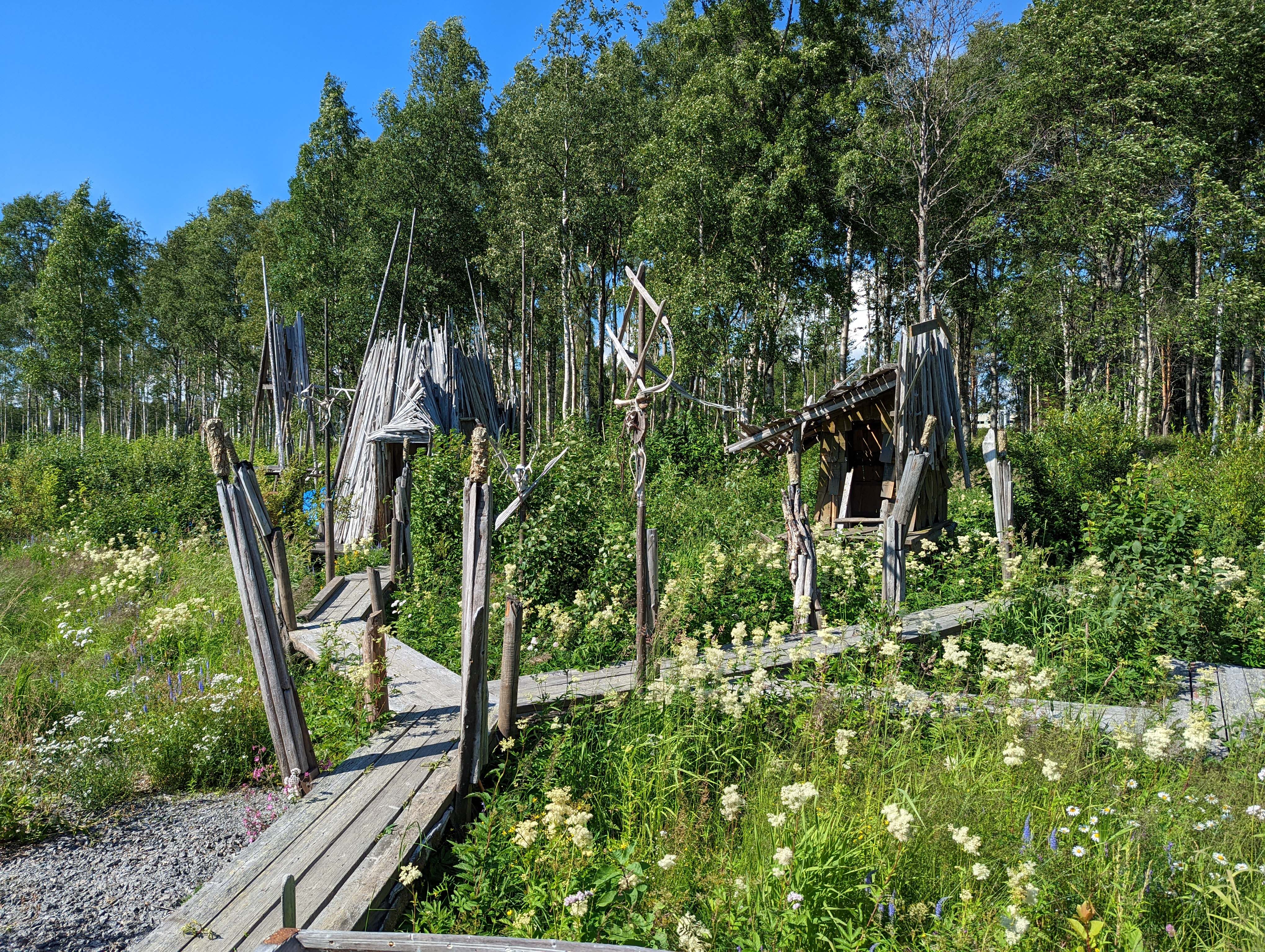
En inspelningsplats för Robinson i Haparanda 2021.

### Självmordet
Siniša Savija, född 1963, död 11 juli 1997 i Norrköping, blev världens första utröstade Robinson-deltagare. En månad efter att ha kommit hem till Norrköping begick han självmord. Ett par dagar före premiären begärde Savijas änka, Nermina Savija, via sin advokat att programserien skulle läggas ner då reglerna orsakat ett dödsfall. SVT avslog detta och visade serien trots protester och tittarstorm. Expedition Robinson kallades fascist-tv och mobbnings-tv av många debattörer och politiker som menade att deltagarnas säkerhet inte kunde garanteras. Andra hävdade att det var Savijas bosniska bakgrund som gjorde att han diskriminerades och inte blev del av gruppen och därför röstades ut.

### Världsrekordet
Under den femtonde säsongen lyckades deltagaren Robert Andersson, även kallad Robinson-Robban, slå världsrekord i att ha befunnit sig flest dagar på en öde ö under Robinsoninspelningar. Det tidigare världsrekordet låg på 117 dagar, vilket Andersson lyckades slå efter tjugosju dagar under den femtonde säsongen. Andersson har därmed suttit på en öde ö i 125 dagar, dock uppdelat på fyra säsonger.

### Produktionen flyttas till Sverige
Den tjugonde säsongen, vilken producerades av TV4 under 2020, spelades in på öar i Haparanda och Kalix skärgårdar i Sverige. Anledningen var att det coronavirusutbrott som hade startat under vårvintern samma år omöjliggjorde att produktionen på ett hälsosäkert sätt kunde resa utanför Sveriges gränser. Det var första och hittills enda gången som Robinson spelades in i Sverige.

## Fakta om programmet

### Säsongsinformation
| Säsong           | Sändningsdatum                      | Vinnare                                 | TV-kanal | Programledare               | Producent(er)                      | Inspelningsplats                   |
| ---------------- | ----------------------------------- | --------------------------------------- | -------- | --------------------------- | ---------------------------------- | ---------------------------------- |
| 1 (1997)         | 13 september – 29 november 1997     | Martin Melin                            | SVT      | Harald Treutiger            | Mikael Hylin & Anders Eriksson     | Malaysia                           |
| 2 (1998)         | 12 september – 5 december 1998      | Alexandra Zazzi                         | SVT      | Harald Treutiger            | Mikael Hylin                       | Malaysia                           |
| 3 (1999)         | 25 september – 18 december 1999     | Jerker Dalman                           | SVT      | Anders Lundin               | Mattias Olsson                     | Filippinerna                       |
| 4 (2000)         | 7 oktober – 30 december 2000        | Mattias Dalerstedt                      | SVT      | Anders Lundin               | Hasse Aro                          | Malaysia                           |
| 5 (2001–02)      | 6 oktober 2001 – 5 januari 2002     | Jan Emanuel Johansson                   | SVT      | Anders Lundin               | Hasse Aro & Kajsa Glansén          | Malaysia                           |
| 6 (2002–03)      | 16 november 2002 – 8 februari 2003  | Antoni Matacz                           | SVT      | Anders Lundin               | Hasse Aro & Joakim Jankert         | Malaysia                           |
| 7 (2003–04)      | 22 november 2003 – 14 februari 2004 | Emma Andersson                          | SVT      | Anders Lundin               | Hasse Aro & Anki Lindberg          | Malaysia                           |
| 8 (2004)         | 13 september – 4 december 2004      | Jerry Forsberg                          | TV3      | Robert Aschberg             | Hasse Aro & Claes Leinstedt        | Malaysia                           |
| V.I.P. (2005)    | 21 januari – 25 mars 2005           | Tilde Fröling                           | TV3      | Robert Aschberg             | Hasse Aro & Frida Åberg            | Malaysia                           |
| 10 (2005)        | 10 september – 10 december 2005     | Karolina Conrad                         | TV3      | Robert Aschberg             | Hasse Aro & Frida Åberg            | Malaysia                           |
| 11 (2009)        | 21 mars – 30 maj 2009               | Ellenor Pierre                          | TV4      | Linda Isacsson              | Cricko Akander                     | Filippinerna                       |
| 12 (2009–10)     | 21 november 2009 – 30 januari 2010  | Hans Brettschneider                     | TV4      | Paolo Roberto               | Pontus Gårdinger & Ylva Hultén     | Dominikanska republiken            |
| 13 (2010)        | 7 oktober – 18 december 2010        | Erik Svedberg                           | TV4      | Paolo Roberto               | Nicklas Nordernström & Ylva Hultén | Filippinerna                       |
| 14 (2011)        | 29 augusti – 10 november 2011       | Mats Kemi                               | TV4      | Paolo Roberto               | Cricko Akander & Ylva Hultén       | Filippinerna                       |
| 15 (2012)        | 20 augusti – 6 september 2012       | Mariana Hammarling                      | TV4      | Paolo Roberto               | Stefan Stridh                      | Filippinerna                       |
| 16 (2015)        | 7 april – 11 juni 2015              | Dan Spinelli Scala och Jennifer Egelryd | Sjuan    | Linda Lindorff              | Mia Berg                           | Kambodja                           |
| 17 (2018)        | 18 mars – 27 maj 2018               | Daniel "DK" Westlund                    | TV4      | Anders Öfvergård            | Jacob Juhl                         | Fiji                               |
| 18 (2019)        | 17 mars – 26 maj 2019               | Klas Beyer                              | TV4      | Anders Öfvergård            | Jacob Juhl & Cricko Akander        | Fiji                               |
| 19 (2020)        | 15 mars– 24 maj 2020                | Michael Björklund                       | TV4      | Anders Öfvergård            | Caroline Claesson                  | Fiji                               |
| 20 (2021)        | 21 mars– 30 maj 2021                | Dennis Johansson                        | TV4      | Anders Öfvergård            | Caroline Claesson                  | Haparanda skärgård, Kalix skärgård |
| 21 (våren 2022)  | 20 mars– 29 maj 2022                | Filip Johansson                         | TV4      | Anders Öfvergård            | Claes Leinstedt                    | Västindien                         |
| 22 (hösten 2022) | 9 oktober– 18 december 2022         | Lars-Olov Johansson                     | TV4      | Petra Malm                  | Claes Leinstedt                    | Malackasundet, Malaysia            |
| 23 (våren 2023)  | 19 mars– 28 maj 2023                | Oskar Hammarstedt                       | TV4      | Anders Lundin               | Claes Leinstedt                    | Langkawi, Malaysia                 |
| 24 (hösten 2023) | 2 oktober– 7 december 2023          | Pelle Lilja                             | TV4      | Petra Malm                  | Claes Leinstedt                    | El Nido, Filippinerna              |
| 25 (våren 2024)  | 17 mars– 26 maj 2024                | Olivia Lindegren                        | TV4      | Anders Lundin               | Claes Leinstedt                    | Caramoan, Filippinerna             |
| 26 (hösten 2024) | 14 oktober– 19 december 2024        | Ida Jensen Krogstad                     | TV4      | Petra Malm                  | Claes Leinstedt                    | El Nido, Filippinerna              |
| 27 (våren 2025)  | mars 2025                           | Aron Sjölund                            | TV4      | Anna Brolin & Anders Lundin | TBA                                | Filippinerna                       |
| 28 (hösten 2025) | 2025                                | Inte presenterat                        | TV4      | Martin Järborg              | TBA                                | El Nido, Filippinerna              |

### Inspelningsplatser
- Säsong 1: Babi Tengah, Malaysia.
- Säsong 2: Mataking och Pulau Pom Pom, Malaysia.
- Säsong 3: Cadlao, Filippinerna.
- Säsong 4: Mensirip, Malaysia.
- Säsong 5-6: Pulau Besar, Malaysia.
- Säsong 7: Babi Tengah och Pulau Besar, Malaysia.
- Säsong 8: Sribuat, Malaysia.
- Säsong 9: ?, Malaysia.
- Säsong 10: Pulau Besar, Malaysia.
- Säsong 11: El Nido, Palawan, Filippinerna.
- Säsong 12: Samaná, Dominikanska republiken.
- Säsong 13: Caramoan, Filippinerna.
- Säsong 14: El Nido, Palawan, Filippinerna.
- Säsong 15: El Nido, Filippinerna.
- Säsong 16: Koh Rong, Kambodja.[1]
- Säsong 17–19: Fiji
- Säsong 20: Haparanda skärgård och Kalix skärgård, Sverige.[18][7]
- Säsong 21: Västindien.[19]
- Säsong 22: Malackasundet, Malaysia.[20]
- Säsong 23: Langkawi, Malaysia.
- Säsong 24: El Nido, Filippinerna.
- Säsong 25: Caramoan, Filippinerna.
- Säsong 26: El Nido, Filippinerna.
- Säsong 27: Filippinerna.
- Säsong 28: El Nido, Filippinerna.

### Lagnamn
FS betyder Lagen före sammanslagningen och ES betyder Lagen efter sammanslagningen.

I vissa säsonger har det skett fler än en sammanslagning. Dessa är då markerade med (ES1) och (ES2).
- Säsong 1–2: Nord, Syd (FS), Robinson (ES).
- Säsong 3: Nord, Syd, Öst, Väst (FS), Nord, Syd (ES1), Robinson (ES2).
- Säsong 4–6: Nord, Syd (FS), Robinson (ES).
- Säsong 7: Veteranerna, Utmanarna (FS), Nord, Syd, Gränslandet (ES1), Robinson, Gränslandet (ES2).
- Säsong 8: Nord, Syd, Team X (FS), Robinson (ES).
- Säsong 9: Sverige, Norge, Danmark (FS), Robinson (ES).
- Säsong 10: Nord, Syd (FS), Robinson (ES).
- Säsong 11: Magkal, Parangan (FS), Robinson (ES).
- Säsong 12: Agwe, Brise (FS), Legba, Ghede (ES).
- Säsong 13: Buwanga, Sarimanok, Kalis (FS), Buwanga, Kalis (ES1), Lubad, Charon (ES2).
- Säsong 14: Kalinga, Bontoc (FS), Matal, Gago (ES1), Naiwan (ES2).
- Säsong 15: Guntao, Tigas (FS), Robinson (ES).
- Säsong 16: Bros, Srei (FS).
- Säsong 17: Nord, Syd (FS), Robinson (ES).
- Säsong 18: Nord, Syd (FS), Gränslandet (ES), Utposten (ES), Robinson (ES).
- Säsong 19–20: Nord, Syd (FS), Gränslandet (ES), Robinson (ES).
- Säsong 21: Nord, Syd, Öst, Väst (FS), Gränslandet (ES), Robinson (ES).
- Säsong 22: Nord, Syd (FS), Gränslandet (ES), Robinson (ES).
- Säsong 23: Nord, Syd (FS), Ingenmansland (FS), Gränslandet (FS & ES). Robinson (ES).
- Säsong 24–25: Nord, Syd (FS), Gränslandet (FS & ES). Robinson (ES).

### Antal deltagare per säsong
- Säsong 1: 16 stycken.
- Säsong 2: 15 stycken.
- Säsong 3: 17 stycken.
- Säsong 4: 16 stycken.
- Säsong 5: 17 stycken.
- Säsong 6: 17 stycken.
- Säsong 7: 24 stycken (14 veteraner och 10 utmanare).
- Säsong 8: 20 stycken.
- Säsong 9: 24 stycken.
- Säsong 10: 15 stycken.
- Säsong 11: 18 stycken.
- Säsong 12: 18 stycken.
- Säsong 13: 21 stycken.
- Säsong 14: 20 stycken.
- Säsong 15: 14 stycken (samt tre icke-tävlande jokrar).
- Säsong 16: 18 stycken.
- Säsong 17: 16 stycken (samt tre icke-tävlande jokrar).
- Säsong 18: 20 stycken (samt två icke-tävlande jokrar).
- Säsong 19: 23 stycken (inklusive tre tävlande jokrar).
- Säsong 20: 20 stycken
- Säsong 21: 25 stycken
- Säsong 22: 22 stycken
- Säsong 23: 22 stycken
- Säsong 24: 22 stycken
- Säsong 25: 22 stycken
- Säsong 26: 23 stycken